# 近所物語
《近所物語》是日本漫畫家矢澤愛的日本漫畫作品。原先在台灣由大然出版社出版，之後由尖端出版再版，再版的翻譯上有許多與舊版的翻譯不同。
1995年改編成電視動畫。香港亞洲電視於1997年以粵語配音播出。

## 故事劇情
實果子是一名對服裝設計十分熱愛的女孩，她的青梅竹馬山口薰十分受到女孩歡迎，而實果子一直不知道自己對薰是喜歡還是依賴，直到薰和舞會女孩看似交往，實果子才確信自己喜歡薰。但他們交往的契機是一名叫及川步的女孩，實果子因為吃步的醋導致薰跟他告白。步喜歡的人是薰的同學田代勇介，但勇介卻和舞會女孩茉莉子學姊分分合合，茉莉子學姐卻又對初戀情人念念不忘，最後兩人分手。此時實果子的服裝在校慶中獲得第一名的殊榮，她和莉莎將可一同前往倫敦留學，但莉莎為了武志放棄了這個機會，促使實果子開始猶豫，她不想離開薰卻又不想放棄去英國的機會。最後在星次的勸導以及薰的安慰下，實果子決定和星次一同前往英國留學。故事最後薰和實果子結婚，勇介也和步共結連理，實果子的服裝品牌HAPPY BERRY成為全國知名品牌，此時嵐，德森浩行，實和子都已出生，為接下來的天堂之吻埋下伏筆。此故事是矢澤愛獨特畫風的開始，由於修習過設計，矢澤愛對服飾的刻畫也很著重，在此時也把許多品牌畫給自己故事的人物穿。

## 人物介紹
幸田實果子（櫻田實果子）：宍户留美
粵語配音：周文瑛
一個對服裝設計有很大熱忱的女孩，就讀矢澤藝校服裝設計科，再這方面也被認為是一顆閃亮的明日之星，從小到大她總在人群中做自己想要做的事，引來多人羨慕又忌妒的目光。但如果沒有薰、Akindo的這些夥伴們和在校的朋友們支持的話，真不知是否還有動力去實現夢想。山口薰（山口勤）是她自小的鄰居與青梅竹馬，後來兩人相戀。
天國之吻中的實和子就是她的妹妹。和實和子差18歲，是個很疼妹妹的姊姊。和薰結婚後，育有一女（山口 愛莉絲）。
山口薰（山口勤）（猴子）：山口勝平
粵語配音：陳廷軒
實果子的青梅竹馬，一開始只是為了追隨實果子而進入矢澤藝校，後來發現自己的興趣在於攝影，便跟隨實果子的爸爸櫻田廣彥學習攝影，和知名樂團漫波主唱「中川健」(矢澤愛另一部作品 聖學園天使 角色)長得十分相像因此常被誤認，導致被大批追星迷追著跑。幫實果子製作出HAPPY BERRY的大招牌娃娃。
神崎莉莎 ：新山志保
粵語配音：姜麗儀
實果子的同班同學，夢想是成為童裝設計師，是個搖滾龐克裝扮的女孩，因此童裝也設計成龐克風。男友是龐克樂團主唱：永瀨武志，很深愛男友，為了愛不惜的從遙遠的家鄉過來與男友同居。天國之吻中的嵐是她兒子。
太田麻衣（小陵）：山崎和佳奈
總是帶著可愛的帽子，手上也時常拿著一位重要的兔娃娃朋友，由於聲音很響亮像電話的鈴鈴聲，因此就被叫「小陵」。和實果子與莉莎是同班同學也是好友，喜歡縫製布娃娃，最後成為一個成功的布娃娃設計師。
中須茉莉子 ：冬馬由美
粵語配音：譚淑嫻
綽號舞會女孩，是矢澤藝校校園美女，個性看似水性楊花，但其實一直喜歡自己的初戀情人新谷修司。一度與勇介相戀，但最後分手，剛開始和步有心結，但後來隨著時間推進，兩人關係冰釋前嫌。
田代勇介：森川智之
粵語配音：陳旭明
矢澤藝校廣告科，和薰、次郎是同學，曾和舞會女孩相戀，但最後還是分手。發現了步對自己默默支持，和純真的情感，最後和她在一起。
及川步 ：皆口裕子
粵語配音：龍德瓊
矢澤藝校廣告科，暗戀勇介，是個個性開朗率真的女孩，總是默默的提醒勇介他讀失澤的原因，提醒他很多事的重要性。剛開始覺得茉莉子傷害勇介太多，對她沒有好感，總是勇敢的提醒茉莉子並希望她改善，最後和茉莉子關係變好。也終於和勇介在一起了。對陶藝相當有興趣，並把家裡的舊倉庫借給大家當Akindo的工作室。
西也次郎：津久井教生
粵語配音：霍波
專長是製作電腦遊戲，總是帶著一副墨鏡，讓人好奇長相。科系為矢澤藝校廣告科。
中須新太郎：米本千珠
粵語配音：吳小藝
舞會女孩的弟弟，也是矢澤藝校學生，喜歡製作紙黏土。和姊姊還有修司是兒時好友。
幸田留里子：川浪葉子
粵語配音：黃玉娟
實果子的媽媽，職業漫畫家，和先生櫻田廣彥在實果子小六時離婚，其實還是深愛著他。最後因為懷有實和子再加上大家的支持，終於又和廣彥和好。
櫻田廣彥
實果子的爸爸，職業攝影師。實果子小六時，他和留里子離婚，還是深愛著留里子。因為留里子懷孕再加上眾人的支持，兩人終於和好了。
陶浪法司：青野武
粵語配音：陸頌愚
實果子他們大樓的管理員，是個個性開朗的伯伯，暗戀實果子的媽媽。
如月星次（天國之吻：三木真一郎）
被暱稱為閃亮亮外星人，實際上是個外國人，從矢澤藝校服裝科以第一名畢業後發現自己的興趣是髮型師，決定到英國倫敦進修。他就是為了賺學費才到實果子家當她媽媽的助手，是個廚藝精湛的男人。
在天國之吻中以矢澤學院教師身分出現。
永瀨武志
莉莎的男友，龐克樂團主唱。莉莎為了他放棄一同與實果子到英國留學的機會。
天國之吻中的嵐是他兒子。
新谷修司
茉莉子的初戀情人。心裡其實很喜歡茉莉子。和女友分手後，最後和茉莉子在一起。
德森浩昭：田中秀幸
粵語配音：李家輝
實果子和薰的鄰居，他們都把他當成大哥哥一樣看待，長點醒薰和實果子彼此的重要性。家中開設酒吧。是天國之吻中德森浩行的爸爸。
濱田老師（小濱）
矢澤藝校的老師，對實果子抱著相當高的期望，心中已確定實果子會勝出，也是如月星次的恩師。
在天國之吻中曾沒收實和子他們做的珠鍊和皇冠。是一位漂亮的嚴師。

## 關於AKINDO
AKINDO是薰和勇介以及次郎一開始組成的社團，加入的有：實果子.莉莎.小陵.茉莉子學姊.新太郎.及川步。一開始只是想大家聚在一起做些自己喜歡的事，場地由及川步提供家裡的倉庫，後來決定把他們的各種作品帶去跳蚤市場擺攤，實果子的個人品牌HAPPY BERRY就是在此時誕生的，薰還為實果子做了一個巨大的berry天使，不過他們只擺攤3次而已。最後由於實果子要出國留學，而步家中也把工作室那塊地賣掉，所以akindo不得不解散，但是勇介最後創立的廣告公司就是用AKINDO命名。

## 出版書籍
單行本
| 冊數 | 小學館         | 小學館                 |
| 冊數 | 發售日期       | ISBN                   |
| ---- | -------------- | ---------------------- |
| 1    | 1995年10月18日 | ISBN 978-4-08-853820-4 |
| 2    | 1996年3月20日  | ISBN 978-4-08-853845-7 |
| 3    | 1996年8月13日  | ISBN 978-4-08-853872-3 |
| 4    | 1997年1月19日  | ISBN 978-4-08-853896-9 |
| 5    | 1997年7月20日  | ISBN 978-4-08-856027-4 |
| 6    | 1997年11月19日 | ISBN 978-4-08-856046-5 |
| 7    | 1998年4月20日  | ISBN 978-4-08-856073-1 |

完全版
| 冊數 | 小學館         | 小學館             |
| 冊數 | 發售日期       | ISBN               |
| ---- | -------------- | ------------------ |
| 1    | 2005年9月16日  | ISBN 4-08-782136-6 |
| 2    | 2005年10月20日 | ISBN 4-08-782137-4 |
| 3    | 2005年11月18日 | ISBN 4-08-782138-2 |
| 4    | 2005年12月20日 | ISBN 4-08-782139-0 |

文庫版
| 冊數 | 小學館        | 小學館             |
| 冊數 | 發售日期      | ISBN               |
| ---- | ------------- | ------------------ |
| 1    | 2011年5月18日 | ISBN 4-08-619243-8 |
| 2    | 2011年5月18日 | ISBN 4-08-619244-6 |
| 3    | 2011年6月17日 | ISBN 4-08-619245-4 |
| 4    | 2011年6月17日 | ISBN 4-08-619246-2 |
| 5    | 2011年7月15日 | ISBN 4-08-619247-0 |

### 插畫集
- 矢澤愛 《ご近所物語 イラスト集》 集英社〈集英社Girls Comics〉、全1卷
  - WELCOME TO THE GOKINJO WORLD 1997年8月發售、ISBN 4-08-855096-X

## 电视动画
- 放映期間：1995年9月10日~1996年9月1日
- 放映時間：毎週日8:30~9:00（JST）
- 放映局：朝日电视台系全国Net

### 製作團隊
- Producer：藤田高一郎（ABC） 亀山泰夫、堀内孝（ASATSU） 関弘美
- 原作：矢泽爱（集英社·月刊『Ribon』連載）
- 系列構成：松井亚弥 
  - 脚本：松井亚弥、影山由美、吉村元希
- 音楽：川崎真弘
- 製作担当：風間厚徳
- 美術设计：行信三、
- 色彩設計：辻田邦夫
- 角色设计：馬越嘉彦
- 服装设计：川村敏江
- 系列监督：梅澤淳稔
  - 演出：岡佳広、設楽博、矢部秋則等
- 制作：ABC电视 ASATSU 東映

### 主題歌
片頭曲
「ヒ・ロ・イ・ン」
作詞 - 柚木美祐 / 作曲 - 松原美紀 / 編曲 - タダミツヒロ / 歌 - 宍戸留美
片尾曲
「DON'T YOU KNOW?」（第1〜28話）
作詞 - 柚木美祐 / 作曲 - 松原美紀 / 編曲 - タダミツヒロ / 歌 - 宍戸留美
「NG!」（第29〜50話）
作詞 - 柚木美祐 / 作曲・編曲 - 山中紀昌 / 歌 - 宍戸留美

### 各話列表
| 話數 | 標題 | 腳本     | 演出     | 作畫監督   | 播放日期       |
| ---- | ---- | -------- | -------- | ---------- | -------------- |
| 1    |      | 松井亞彌 | 梅澤淳稔 | 馬越嘉彥   | 1995年 9月10日 |
| 2    |      | 松井亞彌 | 山田徹   | 青山充     | 9月17日        |
| 3    |      | 影山由美 | 岡佳廣   | 河野宏之   | 9月24日        |
| 4    |      | 影山由美 | 矢部秋則 | 川村敏江   | 10月1日        |
| 5    |      | 吉村元希 | 山吉康夫 | 中嶋忠二   | 10月8日        |
| 6    |      | 松井亞彌 | 立場良   | 伊藤智子   | 10月15日       |
| 7    |      | 松井亞彌 | 山田徹   | 馬越嘉彥   | 10月22日       |
| 8    |      | 松井亞彌 | 梅澤淳稔 | 青山充     | 10月29日       |
| 9    |      | 影山由美 | 岡佳廣   | 河野宏之   | 11月12日       |
| 10   |      | 影山由美 | 設樂博   | 川村敏江   | 11月19日       |
| 11   |      | 吉村元希 | 矢部秋則 | 中嶋忠二   | 11月26日       |
| 12   |      | 影山由美 | 立場良   | 伊藤智子   | 12月3日        |
| 13   |      | 吉村元希 | 山吉康夫 | 馬越嘉彥   | 12月10日       |
| 14   |      | 影山由美 | 山田徹   | 加加美高浩 | 12月17日       |
| 15   |      | 松井亞彌 | 岡佳廣   | 青山充     | 12月24日       |
| 16   |      | 吉村元希 | 梅澤淳稔 | 河野宏之   | 1996年 1月7日  |
| 17   |      | 影山由美 | 矢部秋則 | 川村敏江   | 1月14日        |
| 18   |      | 影山由美 | 山吉康夫 | 中嶋忠二   | 1月21日        |
| 19   |      | 松井亞彌 | 立場良   | 伊藤智子   | 1月28日        |
| 20   |      | 松井亞彌 | 山田徹   | 青山充     | 2月4日         |
| 21   |      | 吉村元希 | 岡佳廣   | 加加美高浩 | 2月11日        |
| 22   |      | 吉村元希 | 梅澤淳稔 | 河野宏之   | 2月18日        |
| 23   |      | 吉村元希 | 矢部秋則 | 中嶋忠二   | 2月25日        |
| 24   |      | 影山由美 | 設樂博   | 川村敏江   | 3月3日         |
| 25   |      | 吉村元希 | 立場良   | 伊藤智子   | 3月10日        |
| 26   |      | 影山由美 | 山吉康夫 | 青山充     | 3月17日        |
| 27   |      | 影山由美 | 山田徹   | 加加美高浩 | 3月24日        |
| 28   |      | 影山由美 | 梅澤淳稔 | 河野宏之   | 3月31日        |
| 29   |      | 影山由美 | 岡佳廣   | 中嶋忠二   | 4月7日         |
| 30   |      | 影山由美 | 矢部秋則 | 川村敏江   | 4月14日        |
| 31   |      | 吉村元希 | 立場良   | 伊藤智子   | 4月21日        |
| 32   |      | 吉村元希 | 山吉康夫 | 青山充     | 4月28日        |
| 33   |      | 松井亞彌 | 梅澤淳稔 | 馬越嘉彥   | 5月5日         |
| 34   |      | 影山由美 | 岡佳廣   | 中嶋忠二   | 5月12日        |
| 35   |      | 影山由美 | 矢部秋則 | 河野宏之   | 5月19日        |
| 36   |      | 吉村元希 | 立場良   | 伊藤智子   | 5月26日        |
| 37   |      | 吉村元希 | 山吉康夫 | 川村敏江   | 6月2日         |
| 38   |      | 松井亞彌 | 設樂博   | 青山充     | 6月9日         |
| 39   |      | 影山由美 | 梅澤淳稔 | 馬越嘉彥   | 6月16日        |
| 40   |      | 影山由美 | 矢部秋則 | 中嶋忠二   | 6月23日        |
| 41   |      | 影山由美 | 岡佳廣   | 河野宏之   | 6月30日        |
| 42   |      | 影山由美 | 立場良   | 伊藤智子   | 7月7日         |
| 43   |      | 吉村元希 | 山吉康夫 | 青山充     | 7月14日        |
| 44   |      | 影山由美 | 梅澤淳稔 | 川村敏江   | 7月21日        |
| 45   |      | 松井亞彌 | 矢部秋則 | 中嶋忠二   | 7月28日        |
| 46   |      | 影山由美 | 岡佳廣   | 馬越嘉彥   | 8月4日         |
| 47   |      | 影山由美 | 立場良   | 伊藤智子   | 8月11日        |
| 48   |      | 影山由美 | 山吉康夫 | 青山充     | 8月18日        |
| 49   |      | 松井亞彌 | 梅澤淳稔 | 川村敏江   | 8月25日        |
| 50   |      | 吉村元希 | 矢部秋則 | 河野宏之   | 9月1日         |

### 播放電視網
| 放送対象地域  | 播放電視台     | 系列                                         | 聯播網       | 備註           |
| ------------- | -------------- | -------------------------------------------- | ------------ | -------------- |
| 近畿廣域圏    | 朝日放送       | 朝日電視台系列                               | 製作電視台   |                |
| 關東廣域圏    | 朝日電視台     | 朝日電視台系列                               | 同時網上放送 |                |
| 北海道        | 北海道電視台   | 朝日電視台系列                               | 同時網上放送 |                |
| 青森縣        | 青森朝日放送   | 朝日電視台系列                               | 同時網上放送 |                |
| 宮城縣        | 東日本放送     | 朝日電視台系列                               | 同時網上放送 |                |
| 秋田縣        | 秋田朝日放送   | 朝日電視台系列                               | 同時網上放送 |                |
| 山形縣        | 山形電視台     | 朝日電視台系列                               | 同時網上放送 |                |
| 福島縣        | 福島放送       | 朝日電視台系列                               | 同時網上放送 |                |
| 新潟縣        | 新潟電視台21   | 朝日電視台系列                               | 同時網上放送 |                |
| 長野縣        | 長野朝日放送   | 朝日電視台系列                               | 同時網上放送 |                |
| 靜岡縣        | 靜岡朝日電視台 | 朝日電視台系列                               | 同時網上放送 |                |
| 石川県        | 北陸朝日放送   | 朝日電視台系列                               | 同時網上放送 |                |
| 中京廣域圏    | 名古屋電視台   | 朝日電視台系列                               | 同時網上放送 |                |
| 島根縣 鳥取縣 | 山陰放送       | TBS系列                                      | 網上延遲放送 |                |
| 廣島縣        | 廣島HOME電視台 | 朝日電視台系列                               | 同時網上放送 |                |
| 山口縣        | 山口朝日放送   | 朝日電視台系列                               | 同時網上放送 |                |
| 香川縣 岡山縣 | 瀨戶内海放送   | 朝日電視台系列                               | 同時網上放送 |                |
| 愛媛縣        | 愛媛朝日電視台 | 朝日電視台系列                               | 同時網上放送 |                |
| 福岡縣        | 九州朝日放送   | 朝日電視台系列                               | 同時網上放送 |                |
| 長崎縣        | 長崎文化放送   | 朝日電視台系列                               | 同時網上放送 |                |
| 熊本縣        | 熊本朝日放送   | 朝日電視台系列                               | 同時網上放送 |                |
| 大分縣        | 大分朝日放送   | 朝日電視台系列                               | 同時網上放送 |                |
| 宮崎縣        | 宮崎電視台     | 富士電視台系列 日本電視台系列 朝日電視台系列 | 網上延遲放送 |                |
| 鹿兒島縣      | 鹿兒島放送     | 朝日電視台系列                               | 同時網上放送 |                |
| 沖繩縣        | 琉球朝日放送   | 朝日電視台系列                               | 同時網上放送 | 1995年10月開播 |

### DVD-BOX
- 2005年9月28日發售。
- 發售原公司：東映動畫、Super Vision（ADK子公司）
- 販售原公司：Universal Music、勝利娛樂

## 關連作品
- 天國之吻 - 近所物語的延續故事

## 外部連結
- 近所物語官方網站 （页面存档备份，存于）（日語）